# Zoran Jakunić – Kizo
Zoran Jakunić – Kizo (Zagreb, 27. travnja 1967.) je hrvatski glazbenik, glazbeni voditelj, glazbeni aranžer i skladatelj. Član Hrvatske glazbene unije i Hrvatskog društva skladatelja pri kojem je naveden kao autor ili aranžer preko 100 pjesama, plesova i glazbenih intermezza.
Sviračku karijeru započeo je u KUD-u „Nova Zora“ iz Lomnice davne 1978. godine pod budnim okom svog prvog mentora Siniše Leopolda. 1983. nastavio je sviračku karijeru u zagrebačkom „Joži Vlahoviću“, a današnjem ZFA „dr. Ivan Ivančan“, a prve profesionalne korake napravio je s kolegama iz tog orkestra osnivanjem tamburaškog sastava „Lampaši“. U tamburaškom sastavu „Lampaši“ od 1987. godine je snimio 3 nosača zvuka, sudjelovao na najvećim tamburaškim festivalima kao svirač, skladatelj i aranžer. Dvije godine je bio zaposlen kao svirač u Ansamblu narodnih plesova i pjesama Hrvatske LADO, dvije godine predavao tamburu u Školi za klasični balet u Zagrebu a s umjetničkim radom započeo je 1988. godine kao glazbeni voditelj orkestra KUD-a „Croatia“.
U glazbenoj karijeri vodio je FA Zagreb – Markovac, Zagreb (1999. – 2017.); KUD Croatia, Zagreb (1989. – 1992. i 1998. – 2008.), KUD Preporod, Dugo Selo; (2008. – 2016.), KUD Kraluš, Stupnik (od 2004.); KUD Seljačka sloga, Buševec (od 2009.); KUD Nova Zora, Donja Lomnica (od 2016.); KUD Horvati (od 2018.) i mnoge druge.